# گل انگشتانه
 گل انگشت دانه(نام علمی: Digitalis purpurea) نام یک گونه از تیره بارهنگیان است. این گیاه گل‌هایی کوچک به رنگ‌های بنفش، صورتی یا سفید دارد که در برخی از انواع آن دانه‌هایی دیده می‌شود. از این گل برای تولید برخی از انواع داروهای قلبی استفاده می‌شود. گل انگشتانه یا فاکس‌گلاو (Foxglove) یکی از اعضای تیرهٔ بارهنگیان است که تا ارتفاع ۱ متر رشد می‌کند و گل‌های واژگون سحرانگیز و زیبایی به رنگ‌های بنفش، صورتی یا سفید (گاهی با لکه‌های کوچک) دارد. نام علمی گل انگشتانه، داروی مشهور بیماری‌های قلبی به نام دبجیتالین از برگ‌های آن استخراج می‌شود. اگر به‌اشتباه هرکدام از بخش‌های این گیاه سمی را بخورید، بعد از تحمل عوارض ناخوشایندی مثل تهوع، استفراغ، دل‌پیچه، اسهال و گلودرد، به‌احتمال‌زیاد دچار مشکل قلبی خواهید شد. درمان پزشکی رایج مسمومیت گل انگشتانه، استفاده از زغال برای جذب سم و شستشوی معده هستند و در بعضی مواقع حتی برای بازگردان ضربان قلب به حالت طبیعی از داروهای مخدر طبی استفاده می‌شود.

## نگارخانه

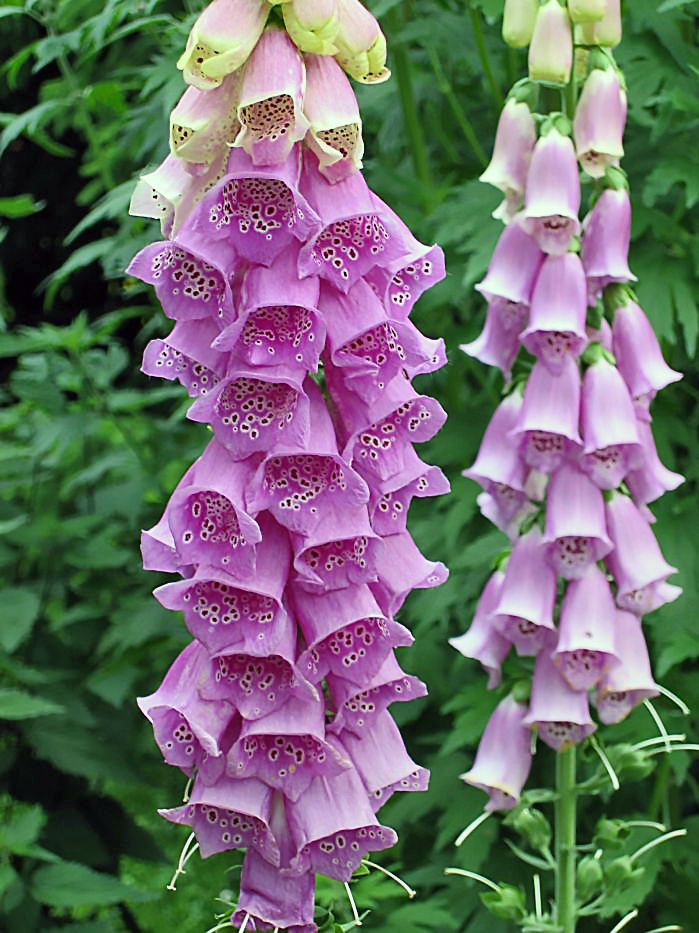
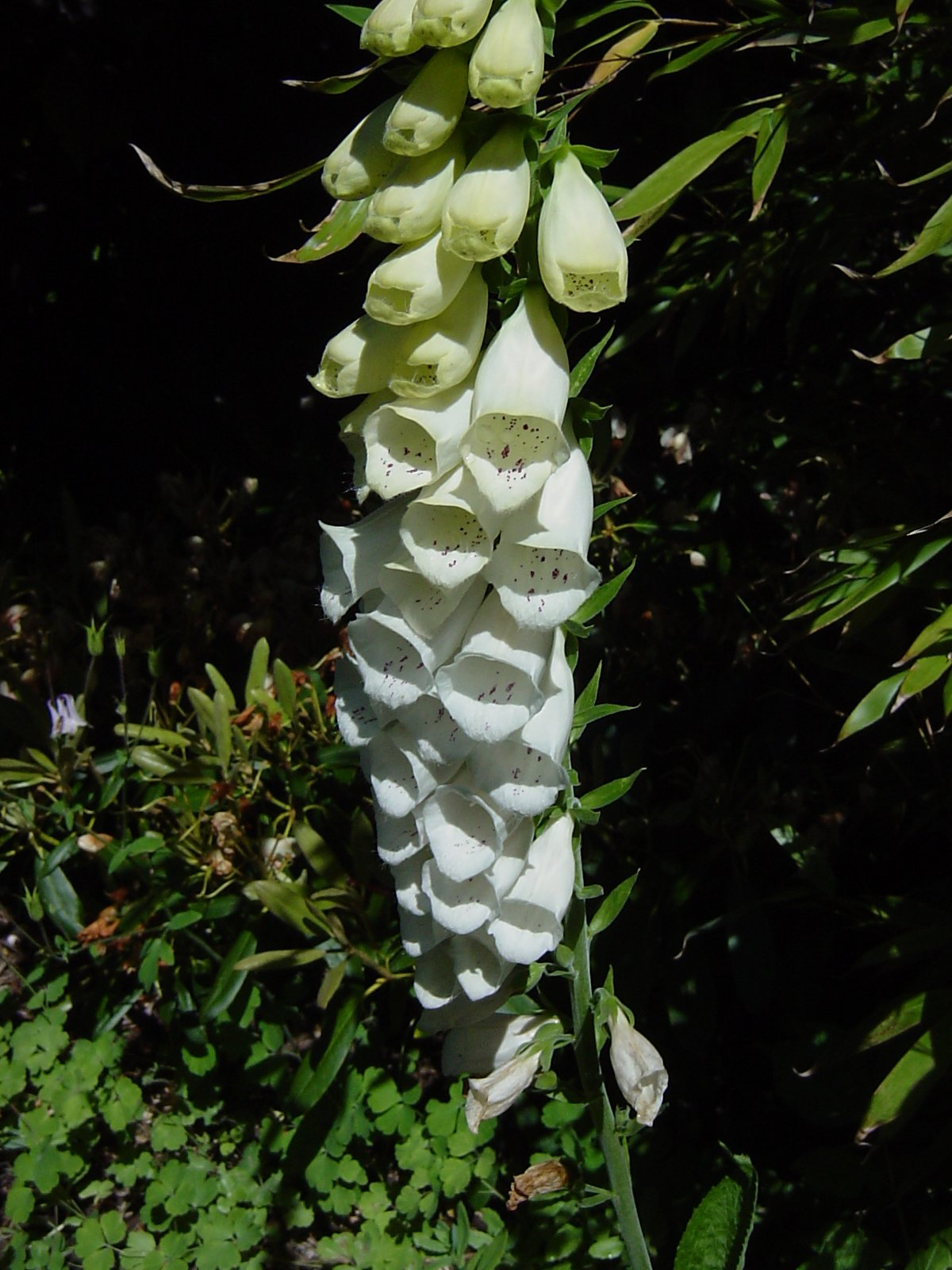
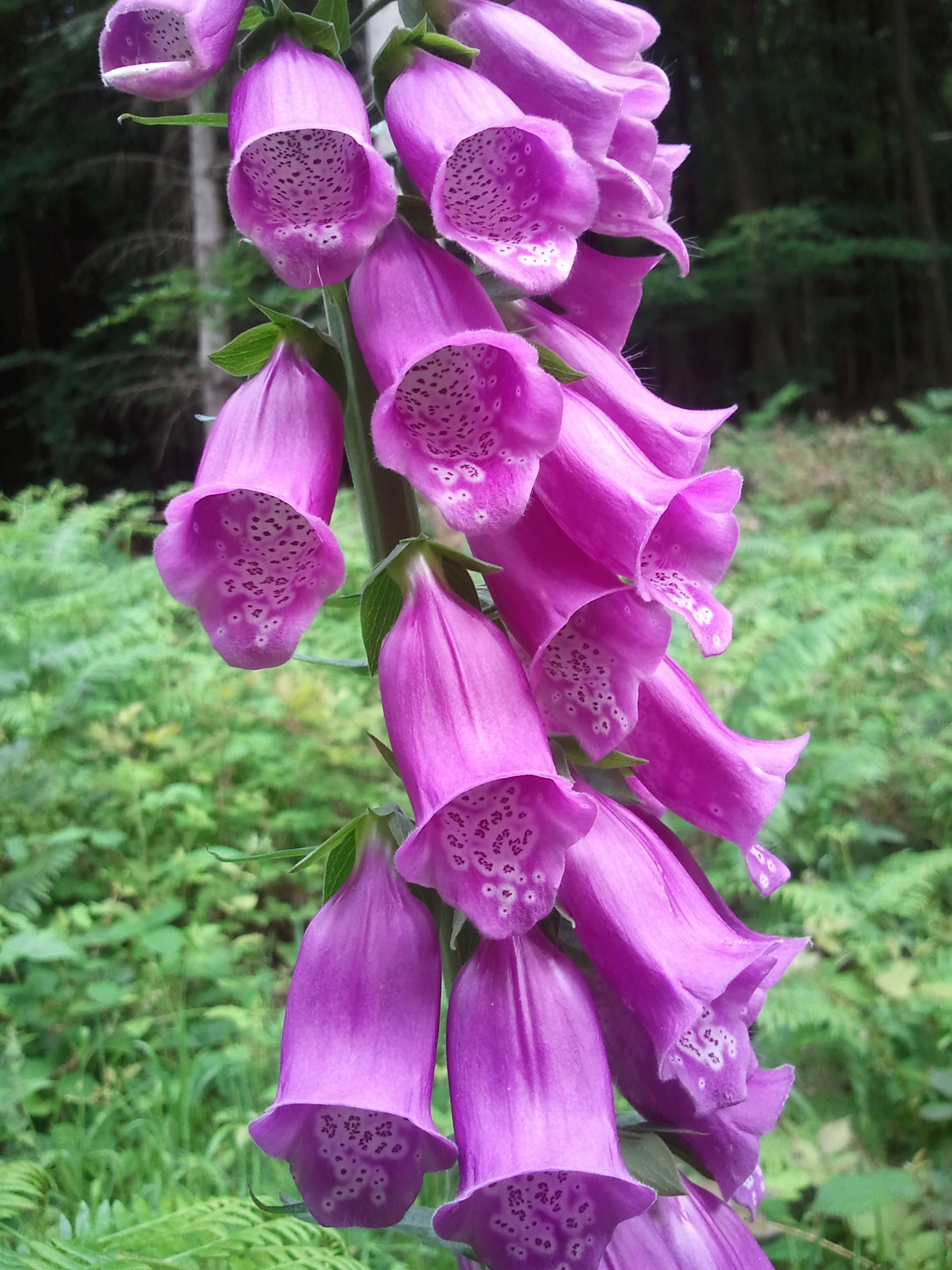
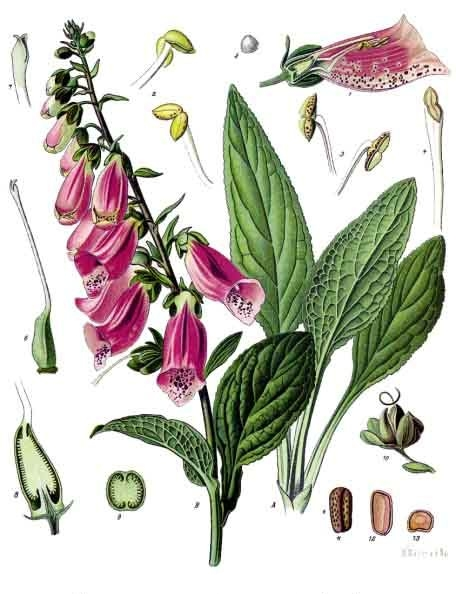
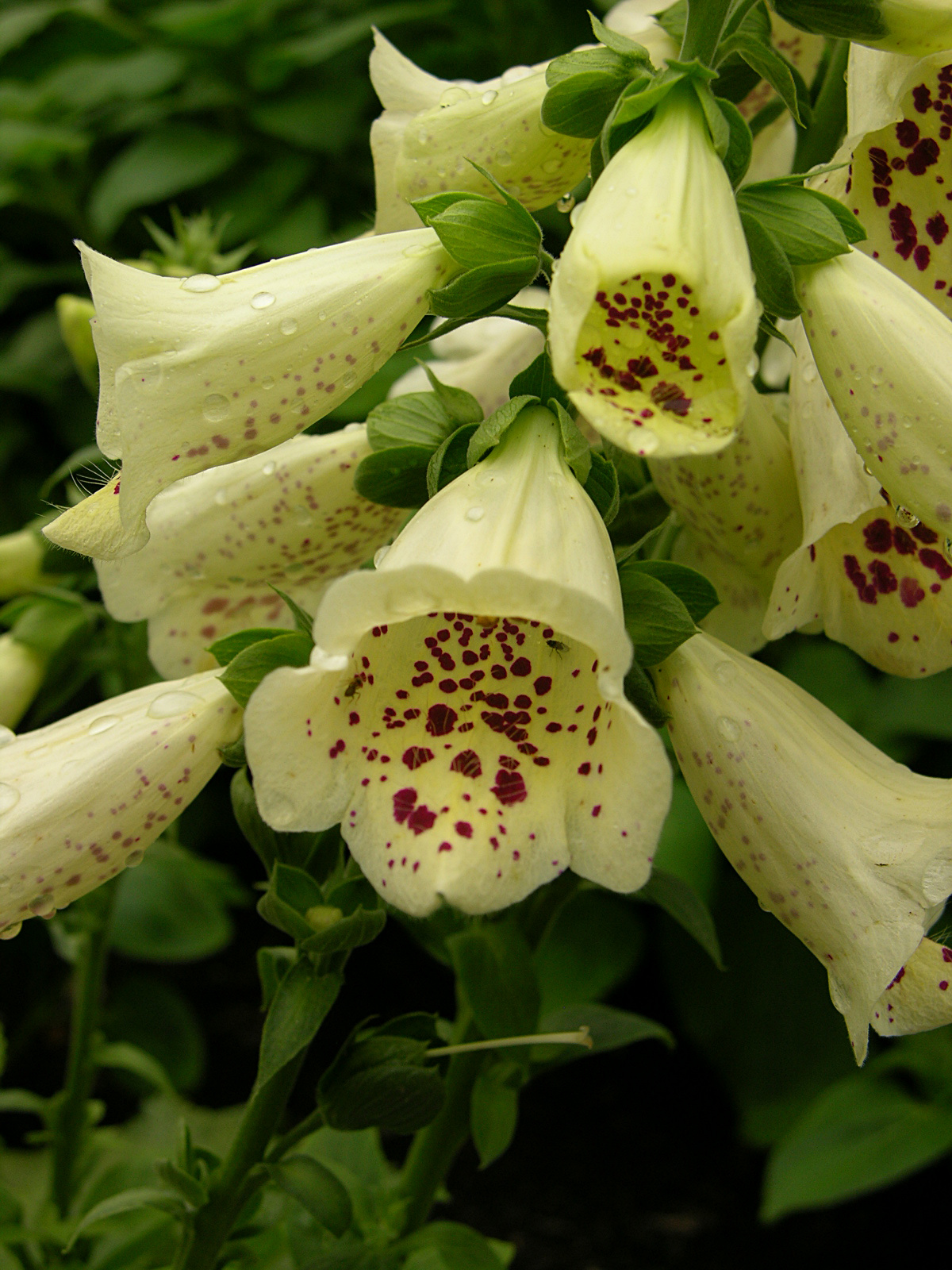
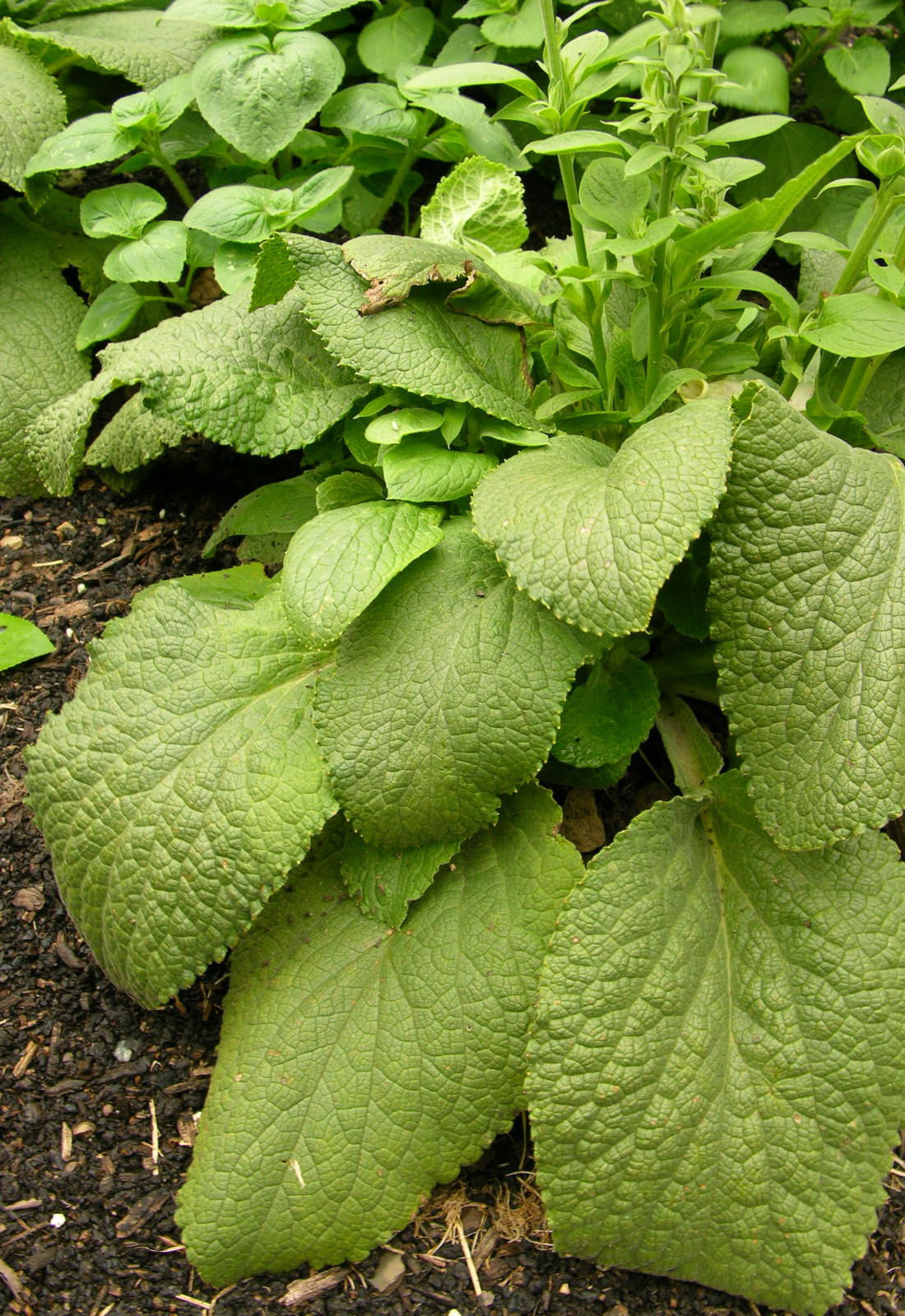
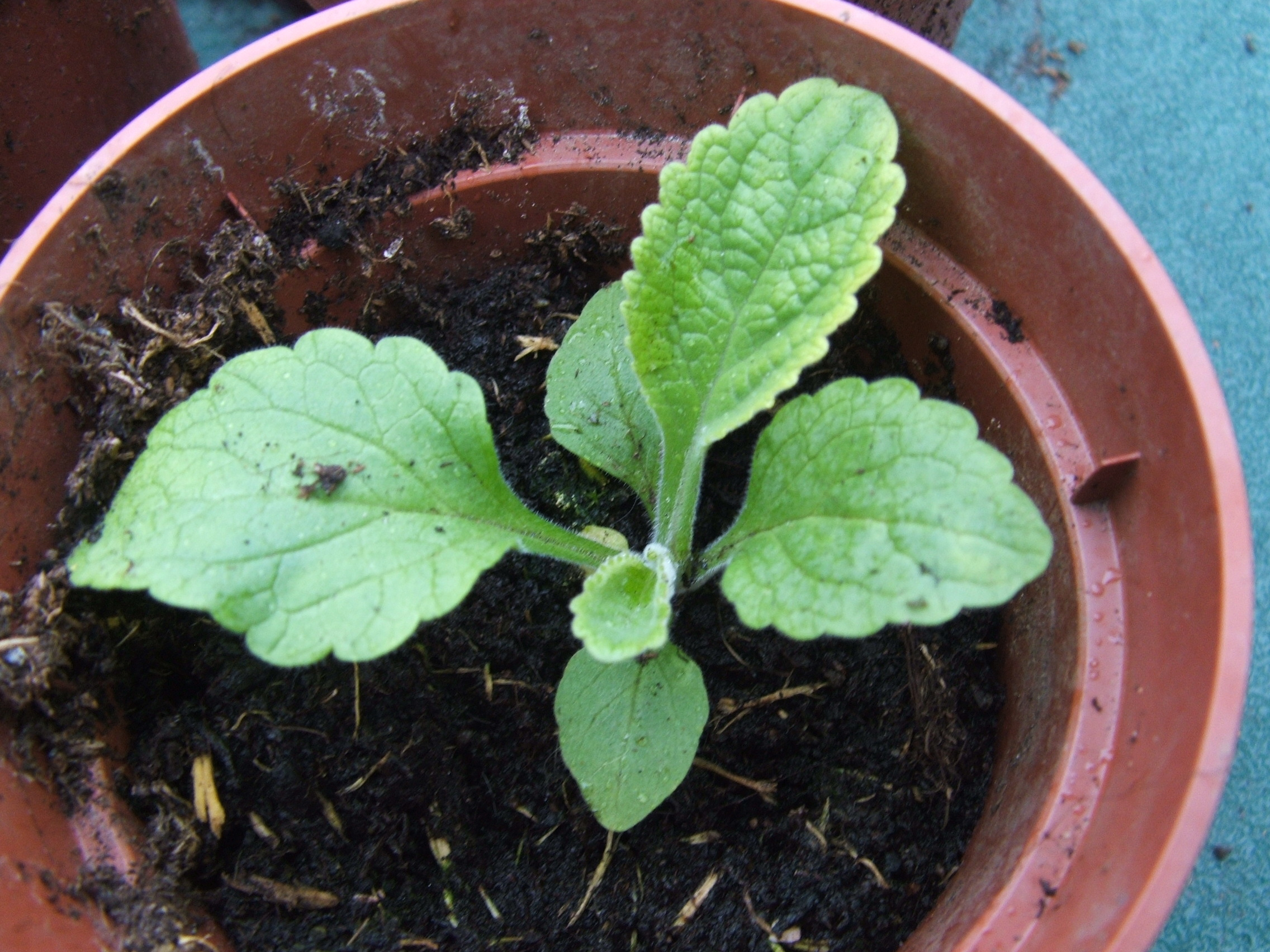
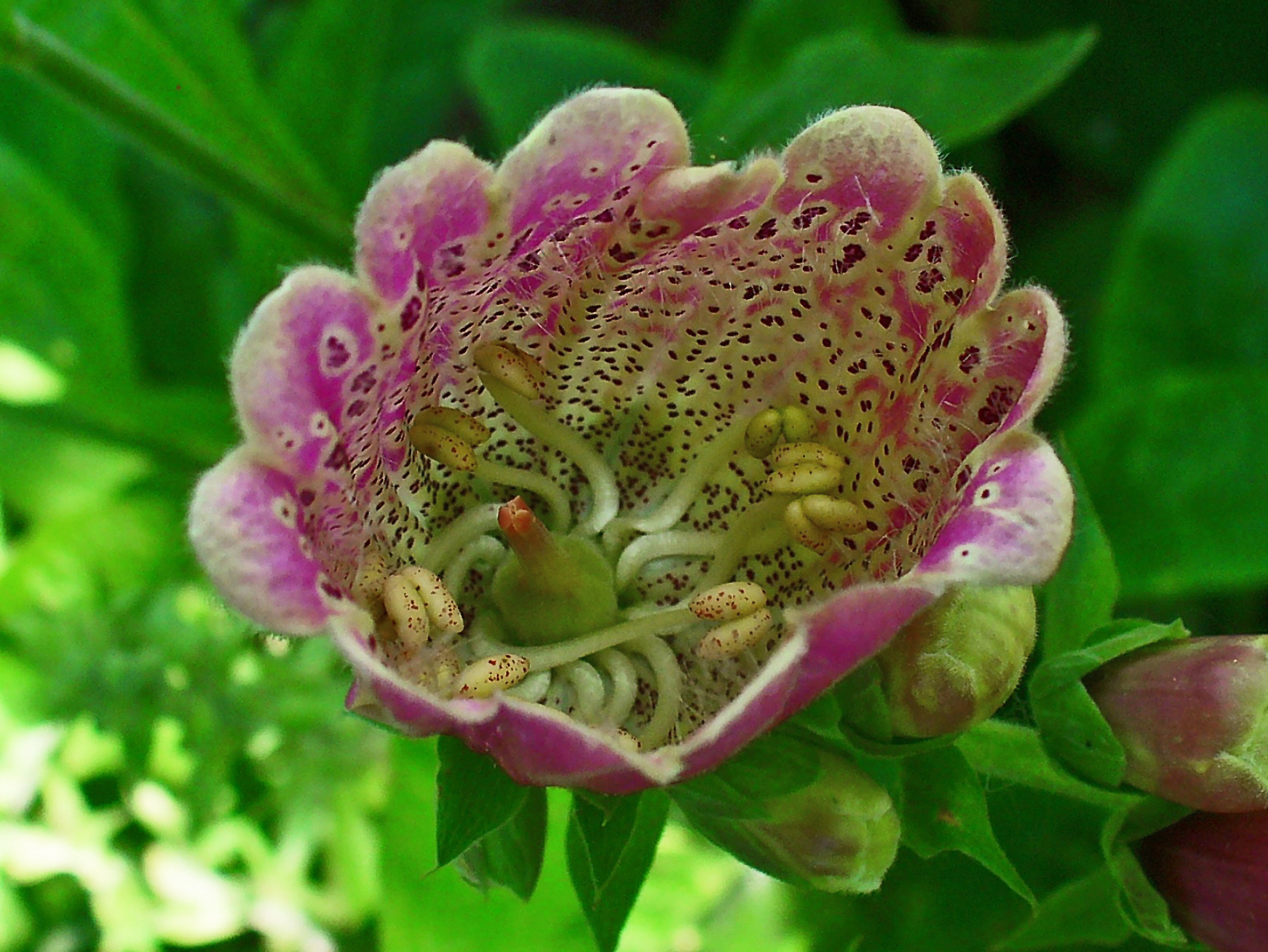